# Phrixgnathus transitans
Phrixgnathus transitans är en snäckart som beskrevs av Suter 1892. Phrixgnathus transitans ingår i släktet Phrixgnathus och familjen punktsnäckor. Inga underarter finns listade i Catalogue of Life.